# Annulobalcis marshalli
Annulobalcis marshalli är en snäckart som beskrevs av Warén 1981. Annulobalcis marshalli ingår i släktet Annulobalcis och familjen Eulimidae. Inga underarter finns listade i Catalogue of Life.